# Astronom

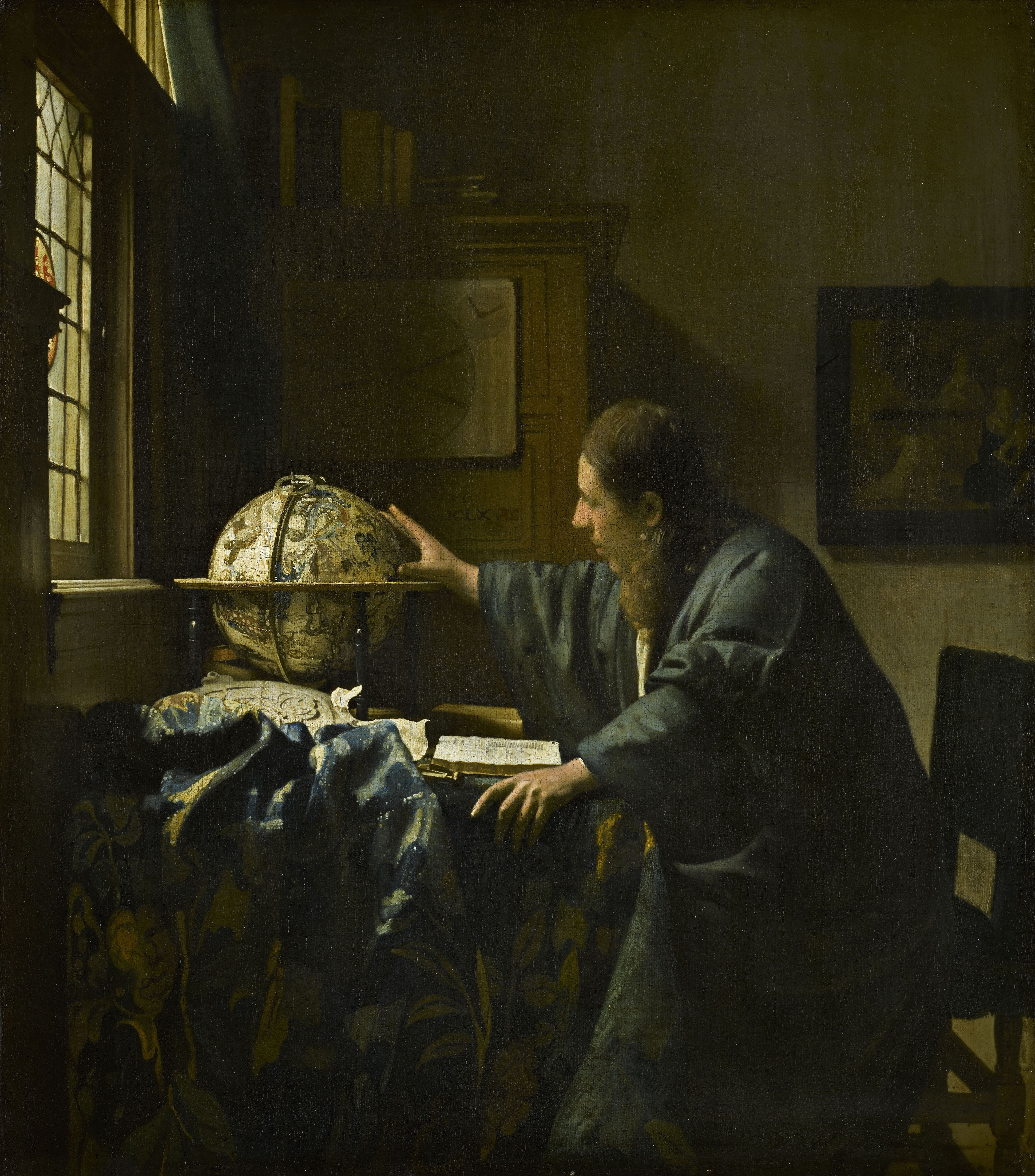
Malba Astronom Jana Vermeera

Astronom je osoba, vědec, který se zabývá hvězdářstvím – astronomií, tedy vědou o vesmíru, jeho složením a strukturou, fyzikálních vlastnostech, pohybech těles a jeho vývoji.